# NGC 5910-1
NGC 5910-1 is een elliptisch sterrenstelsel in het sterrenbeeld Slang. Het hemelobject werd op 13 april 1785 ontdekt door de Duits-Britse astronoom William Herschel.

## Synoniemen
- MCG 4-36-35
- ZWG 135.45
- VV 139
- HCG 74A
- PGC 54689